# Перм
Вижте пояснителната страница за други значения на Перм.
Перм (на руски: Пермь) е град в Русия, административен център на Пермски край. Разположен е на река Кама в подножието на Урал. Населението му към 1 януари 2018 година е 1 051 583 души.

## История
През XVII век територията на днешния град е част от владенията на фамилията Строганови. Първите сведения за руско селище са от 1647 година, когато се споменава село Ягошиха при вливането на едноименната река в Кама. През следващите десетилетия се споменават още няколко селца, които по-късно стават част от града.
През 1720 година Василий Татишчев, управляващ изгражданите от Петър I държавни заводи в Приуралието, определя Ягошиха за място на нов завод за производство на мед и сребро. За дата на основаване на града се приема 15 май* 1723 година, когато започва строителството на Ягошихинския медодобивен завод. През 1781 година селището около завода е обявено за град, който получава традиционното име на областта Перм и става център на Пермското наместничество, а от 1796 година – на Пермска губерния.
През 1878 година е завършена Уралската железопътна линия от Перм до Екатеринбург от другата страна на Урал, а през 1898 година тя е свързана с железопътната мрежа на Европейска Русия. В началото на XX век в предградието Мотовилиха е изградено голямо машиностроително предприятие – Мотовилихински заводи. По това време населението на Перм с Мотовилиха достига 100 хиляди души. По време на Революцията от 1905 година за кратко се стига до престрелки между армията и работници в Мотовилиха, а в околностите на града действат т.нар. „горски братя“.
През декември 1917 година болшевиките завземат властта в Перм. През март 1918 година в града е интерниран великият княз Михаил Александрович, който няколко месеца по-късно е убит от местни комунисти. Малко по-късно е убит и архиепископ Андроник Пермски и Кунгурски. През декември 1918 година Перм е превзет от войските на Александър Колчак, но след тежки и разрушителни боеве болшевиките отново го завземат през юли 1919 година.
След гражданската война административният център на Приуралието е преместен от Перм в Екатеринбург, което донякъде намалява значението на града. Въпреки това, в резултат на индустриализацията и присъединяването на Мотовилиха и няколоко по-малки селища, в края на 30-те години населението на града надхвърля 300 хиляди души. Между 1940 и 1957 той носи името Молотов (на името на тогавашния министър-председател на Съветския съюз Вячеслав Молотов).
По време на Втората световна война в Перм са евакуирани десетки промишлени предприятия с обслужващия ги персонал. След войната край Перм е построена голяма водноелектрическа централа и нефтопреработвателен завод. През 1979 година населението на града достига 1 милион души.

## Управление
Административно деление
Градът се дели на 7 района и Нови Ляди:
| Район                  | Население (2002) |
| ---------------------- | ---------------- |
| Дзержински район       | 153403           |
| Индустриален район     | 160039           |
| Кировски район         | 126960           |
| Ленински район         | 57569            |
| Мотовилихински район   | 176564           |
| Орджоникидзевски район | 111631           |
| Свердловски район      | 215487           |
| Нови Ляди              | 9280             |

Побратимени градове
Перм е побратимен град с:
- Агридженто, Италия
- Луисвил, САЩ (от 1994)
- Оксфорд, Великобритания (от 1995)
- Дуисбург, Германия (от 2007)